# Anarchy Reigns
Anarchy Reigns, noto in Giappone come Max Anarchy (マックス アナーキー?, Makkusu Anākī), è un videogioco picchiaduro open world sviluppato da PlatinumGames, distribuito dalla SEGA, prodotto da Atsushi Inaba, e diretto da Masaki Yamanaka. Sequel spirituale di MadWorld (uscito per Wii), è stato pubblicato in Giappone il 5 luglio 2012, nel Nord America l'8 gennaio 2013, in Australia il 10 gennaio, e in Europa l'11 gennaio, sia per PlayStation 3 che per Xbox 360.

## Trama
La storia si svolge in un futuro post-apocalittico, nella città immaginaria di Altambra. L'Unità Strike One dell'Ufficio di Pubblica Sicurezza, un tempo guidata dallo stesso Max, viene inviata ad Altambra per rintracciare e uccidere un suo ex-agente, Maximillian Caxton, arrestato per l'omicidio di sua moglie tre mesi prima salvo poi organizzare un'evasione. L'agente Leonhardt "Leo" Victorion si separa dal gruppo per cercarlo da solo e riportarlo indietro vivo, non essendo egli convinto che il suo ex mentore possa essersi trasformato in un violento assassino, nonostante la moglie di Max, Ondine, sia stata trovata morta tre mesi prima con ferite che corrispondono alle Arti Cybride usate dall'uomo.
Allo stesso tempo, anche Jack Cayman, membro della Chaser Guild, sta cercando Max su richiesta della figlia dell'uomo, Jeannie Caxton. La missione di Jack è però molto più personale: sua figlia adottiva, Stela, è stata uccisa dal fuoco amico durante una missione di salvataggio. È durante la visita alla sua tomba che Jack venne contattato per la prima volta da Jeannie, che rivela che Max era l'ufficiale che ha sparato a Stela, per poi cadere in abitudini autodistruttive come droghe e alcol prima di scomparire. Saputo questo, Jack accetta a malincuore di trovare Max su richiesta di Jeannie, finendo per confrontarsi con l'UPS.
Il giocatore può scegliere di portare a termine l'avventura nei panni di Leo o in quelli di Jack, rappresentati dal Lato Bianco e dal Lato Nero.

## Modalità di gioco
Il giocatore può controllare uno qualsiasi tra i tanti tipi di lottatori, di cui ce ne sono 18, ognuno con le proprie mosse disponibili. Ovviamente, la scelta si restringe quando si gioca la modalità Storia. La storia a giocatore singolo (ambientata nel futuro post-apocalittico, e dove Jack e Leo sono incaricati di trovare un certo Maximillian Caxton) consiste in due trame legate tra di loro, una dal Lato Nero e l'altra dal Lato Bianco. Una volta completate entrambe, il giocatore può scegliere il Lato Rosso; vi sono in realtà due Lati Rossi, a seconda del lato che il giocatore sceglie per primo, ma l'unica differenza tra loro sono i personaggi di cui si vestono i panni.
Tra le modalità multigiocatore troviamo Tag Team, Battle Royale, Death Match, Cattura la Bandiera e Sopravvivenza.

### Personaggi giocabili
| Ripresi da MadWorld                                           | Nuovi personaggi | Personaggi DLC         |
| ------------------------------------------------------------- | --- | ---------------------- |
| - Jack Cayman - Blacker Baron - Mathilda - Big Bull - Rin Rin | - Leonhardt "Leo" Victorion - Sasha Ivanoff - Nikolai Dmitri Bulygin - Durga - Garuda - Zero - Edgar Oinkie - Fei Rin - Ai Rin - Douglas Williamsburg - Maximillian Caxton | - Bayonetta - Gargoyle |

- Bayonetta è la protagonista dell'omonimo videogioco. Disponibile inizialmente come bonus preordine, è stata poi resta disponibile per l'acquisto come DLC a pagamento.
- Gargoyle è sbloccabile completando entrambe le campagne del Lato Rosso o raggiungendo il Livello 22 nel multiplayer online

## Lista brani musicali
1. Ruthless – 2:52 (testo: Tre-Dot – musica: Hiroshi Yamaguchi)
2. Over In A Flash – 2:31 (testo: Sick YG – musica: Naoto Tanaka)
3. My Pride – 2:37 (testo: Skitz the Samurida – musica: Naoto Tanaka)
4. Sound The Alarm – 2:23 (testo: Ox – musica: Hiroshi Yamaguchi)
5. Mortified – 2:27 (testo: Wonder Brown – musica: Naoto Tanaka)
6. Laughin At U – 2:26 (testo: Tre-Dot – musica: Naoto Tanaka)
7. Soon Enough – 2:38 (testo: Sick YG – musica: Hiroshi Yamaguchi)
8. I Know U Want Me – 2:53 (testo: Bandy Leggz – musica: Naoto Tanaka)
9. My Town, My City – 2:57 (testo: Skitz the Samurida – musica: Naoto Tanaka)
10. Gotta Get The Cash – 2:50 (testo: Doujah Raze – musica: Naoto Tanaka)
11. Kill Em All – 2:56 (testo: Ox – musica: Akira Takizawa)
12. MDK's – 2:42 (testo: Vstylez – musica: Naoto Tanaka)
13. They Came From Underground – 2:57 (testo: Rushden & Diamonds – musica: Naoto Tanaka)
14. Play My Ass Off – 2:30 (testo: Josh Clemons – musica: Hiroshi Yamaguchi)
15. Venom – 2:50 (testo: muzeONE – musica: Naoto Tanaka)
16. Unlimited Resources – 3:22 (testo: Skitz the Samurida – musica: Hiroshi Yamaguchi)
17. Jaw – 2:40 (testo: muzeONE – musica: Akira Takizawa)
18. Play For Keeps – 3:01 (testo: Sick YG – musica: Naoto Tanaka)
19. We Play – 2:35 (testo: Doujah Raze – musica: Hiroshi Yamaguchi)
20. The Hand Of Science – 2:40 (testo: Skitz the Samurida – musica: Hiroshi Yamaguchi)
21. Here We Go – 2:42 (testo: Theory Hazit – musica: Hiroshi Yamaguchi)
22. Demise – 2:45 (testo: Wonder Brown – musica: Hiroshi Yamaguchi)
23. Days Of Old – 2:40 (testo: Vstylez – musica: Hiroshi Yamaguchi)
24. It's All About Me – 2:27 (testo: Bandy Leggz – musica: Naoto Tanaka)
25. Fast Lane – 2:50 (testo: Rushden & Diamonds – musica: Hiroshi Yamaguchi)
26. Testin' Me – 2:40 (testo: Doujah Raze – musica: Naoto Tanaka)
27. Rock On – 2:44 (testo: Tre-Dot – musica: Akira Takizawa)
28. We All Soldiers – 2:56 (testo: Skitz the Samurida – musica: Akira Takizawa)
29. Lights Out – 2:45 (testo: Ox – musica: Naoto Tanaka)
30. Merciless – 2:56 (testo: Theory Hazit – musica: Akira Takizawa)
31. Find You – 3:14 (testo: Doujah Raze – musica: Hiroshi Yamaguchi)
32. This Is Madness – 3:50 (testo: Dilated Peoples – musica: DJ Babu)

## Doppiaggio
| Personaggio               | Doppiatore italiano |
| ------------------------- | ------------------- |
| Jack Cayman               | Pierluigi Astore    |
| Leonhardt "Leo" Victorion | Gianluca Crisafi    |
| Sasha Ivanoff             | Perla Liberatori    |
| Nikolai Dmitri Bulygin    | Massimiliano Plinio |
| Maximillian Caxton        | Gaetano Lizzio      |
| Durga                     | Massimo Corizza     |
| Edgar Oinkie              | Massimo Corizza     |
| Garuda                    | Gaetano Lizzio      |
| Big Bull                  | Alan Bianchi        |
| Barone Blacker            | Massimo Corizza     |
| Mathilda                  | Rachele Paolelli    |
| Amala                     | Rachele Paolelli    |
| Rin Rin                   | Perla Liberatori    |
| Fei Rin                   | Rachele Paolelli    |
| Ai Rin                    | Germana Savo        |
| Jeannie Caxton            | Perla Liberatori    |
| Zero                      | Simone Veltroni     |
| Douglas Williamsburg      | Massimiliano Plinio |

## Accoglienza
| Testata                          | Versione | Giudizio |
| -------------------------------- | -------- | -------- |
| Metacritic (media al 30-01-2020) | PS3      | 71/100   |
| Metacritic (media al 30-01-2020) | X360     | 73/100   |
| Destructoid                      | X360     | 8.5/10   |
| Digital Spy                      | PS3      | [ 7 ]    |
| Edge                             | PS3      | 6/10     |
| EGM                              | X360     | 6/10     |
| Eurogamer                        | PS3      | 9/10     |
| Famitsū                          | PS3      | 36/40    |
| Famitsū                          | X360     | 36/40    |
| Game Informer                    | PS3      | 7.5/10   |
| Game Informer                    | X360     | 7.5/10   |
| Game Revolution                  | X360     | [ 13 ]   |
| GameSpot                         | X360     | 7/10     |
| GameTrailers                     | X360     | 7.4/10   |
| IGN                              | PS3      | 5.9/10   |
| IGN                              | X360     | 5.9/10   |
| Joystiq                          | X360     | [ 17 ]   |
| Official PlayStation Magazine    | PS3      | 6/10     |
| Official Xbox Magazine           | X360     | 7.5/10   |
| Polygon                          | X360     | 7/10     |
| The Daily Telegraph              | PS3      | [ 21 ]   |

Anarchy Reigns ha ricevuto un'accoglienza moderata su entrambe le piattaforme stando alle recensioni aggregate sul sito web Metacritic.